# Wijn

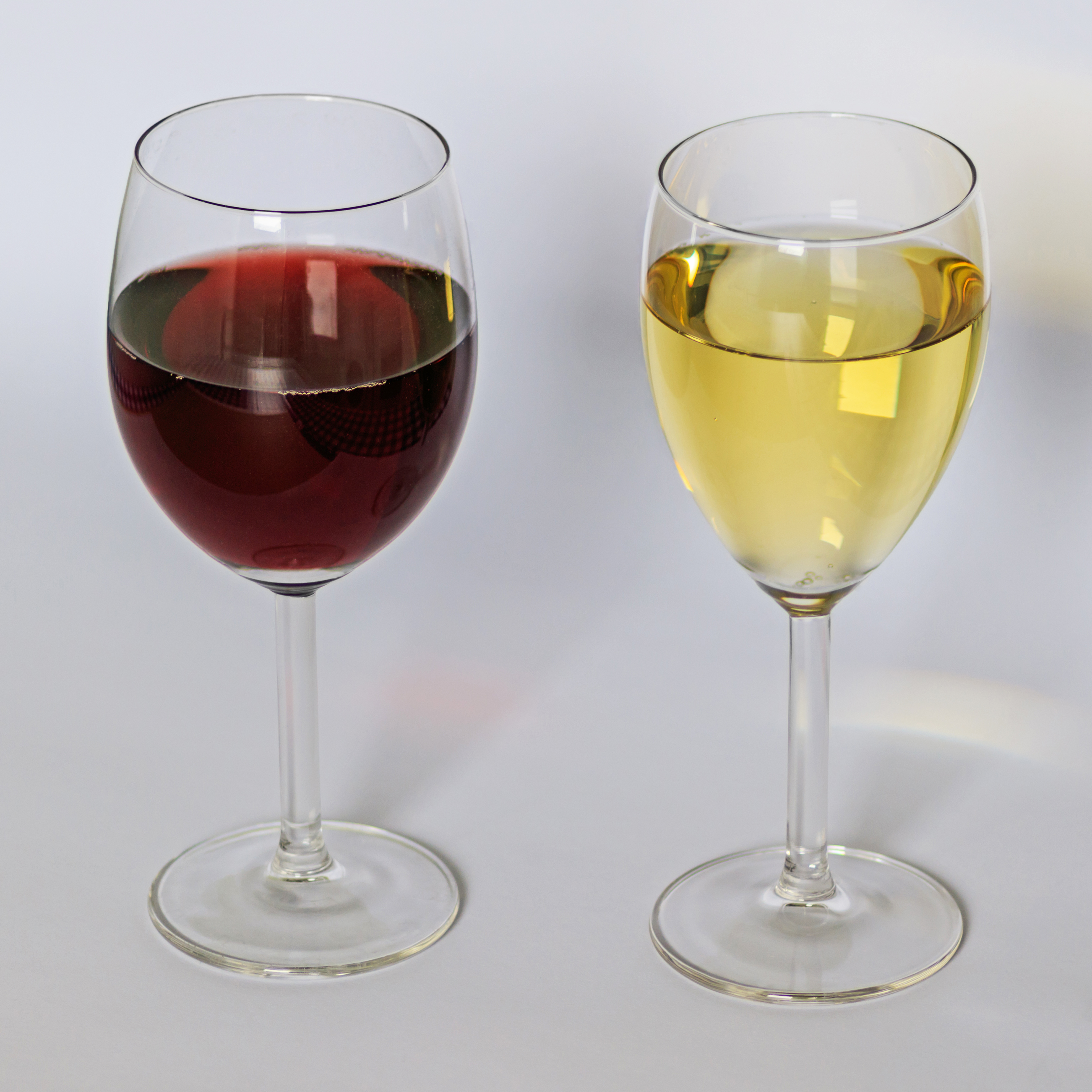
Glazen met rode en witte wijn

Wijn is een alcoholische drank die ontstaat door het vergisten van het sap van druiven. Het volledige proces van wijnbereiding noemt men vinificatie. Wijnsoorten kunnen verdeeld worden in groepen, zoals rode wijn, witte wijn, rosé, en mousserende wijnen als champagne en lambrusco. In chemische zin bestaat wijn uit water, suikers, alcohol, resveratrol, quercetine, tannine en een heleboel ander stoffen. Tijdens het bereidingsproces kunnen stoffen toegevoegd worden, zoals sulfiet, koolzuurgas (in mousserende wijn) en hars (in retsina).
Daarnaast zijn er met wijnalcohol versterkte wijnsoorten als madeira, port, marsala en sherry. Vermout is een wijn waaraan kruiden en suiker toegevoegd worden. Een verplichte toevoeging is absint, een ander woord voor wermut, wat aan deze drank zijn naam heeft gegeven.
Veel landen waar wijnbouw plaatsheeft classificeren hun wijn middels wetgeving. Hierin wordt een aantal minimumeisen en de verplichting tot vermelding van de herkomst vastgelegd. Wijn kan aan een smaakproef worden onderworpen, hiervoor zijn verschillende wijnbeoordelingssystemen in gebruik. Volgens een Frans decreet uit 1907 moet wijn uit het sap van verse of gedroogde druiven bereid worden. Wanneer men het sap van andere vruchten dan druiven laat vergisten, heet het product vruchtenwijn.

## Geschiedenis

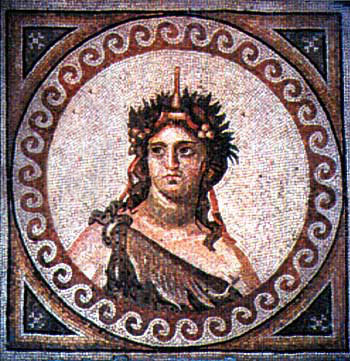
Mozaïek van de Griekse wijngod Dionysos (2e-3e eeuw n.Chr., Antiochië, Turkije)

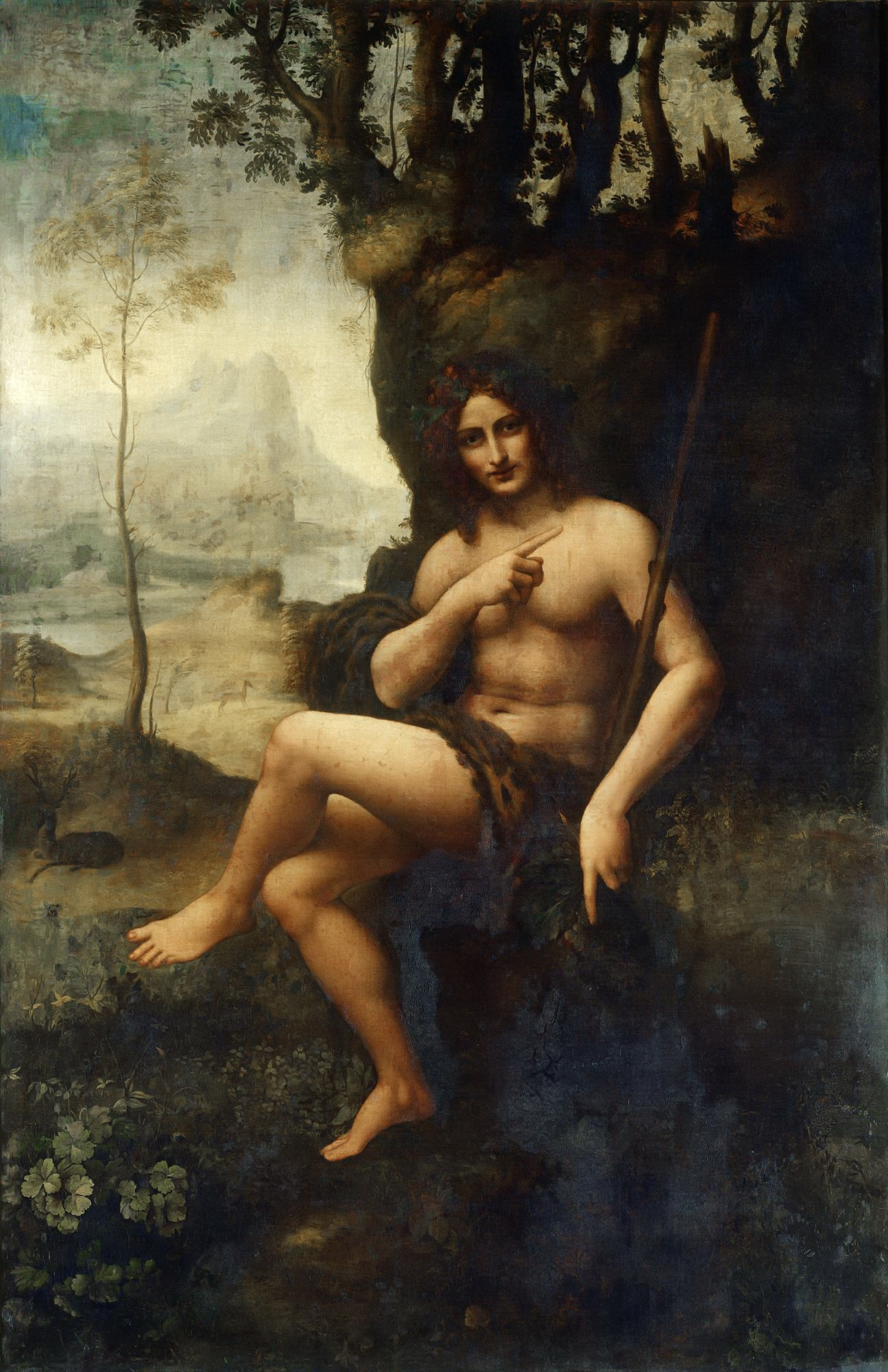
De Romeinse wijngod Bacchus (Grieks: Dionysos), geschilderd door Leonardo da Vinci

### Oorsprong
De wilde wijnstok Vitis vinifera is de wingerd-soort die druiven produceert. Deze wingerdsoort komt oorspronkelijk uit de Kaukasus. In dit gebied komt nog steeds het grootste aantal druivenvarianten voor: het vormt het genencentrum van de druiventeelt. Deze grote genetische variatie van de druiven in de Kaukasus duidt erop dat de herkomst van wijn in dit gebied gezocht moet worden. Door deze centrale ligging verspreidde de druif zich snel. In 2017 werd gepubliceerd over 8000 jaar oude potscherven van de Sjoelaveri-Sjomoecultuur uit het Kaukasische land Georgië, waarop de resten van wijn, met name wijnsteenzuur, werden aangetroffen. In Mesopotamië (Irak) zijn bij archeologische opgravingen kruiken van 7000 jaar oud aangetroffen met sporen van wijn. Wijn werd daar verbouwd in het vruchtbare Tweestromenland (Mesopotamië) van de Tigris en de Eufraat. Door handel met de Levant (Libanon en Palestina) verspreidde de kennis van de wijnbouw zich. Daardoor kwam deze kennis in het Oude Egypte terecht. Al vanaf 3000 v.Chr. zijn er vele afbeeldingen en sporen van wijnbouw in Egypte nagelaten.

### Verspreiding naar Europa
Circa 2000 jaar v.Chr. bereikte de druivenstok Griekenland. Op Kreta zijn amforen en een wijnpers gevonden die dateren van 1500 jaar voor het begin van de christelijke jaartelling. De kunst van het wijn maken heeft zich daarna vanuit Griekenland verder verspreid naar Zuid-Italië, toentertijd ook wel Oenotria (land van de wijn) genoemd. In Midden-Italië vanaf circa 1000 v.Chr. waren de Etrusken actief in het maken van wijn. De Romeinen (Latijnen) namen later de kennis over. Zij ontwikkelden en verspreidden het verder naar de rest van Europa.

### Religieuze functie
Aan wijn en andere alcoholische dranken werden in de Oudheid veelal bovennatuurlijke krachten toegedicht, die men zich door de dranken te drinken eigen kon maken. De Grieken beschouwden wijn als het bloed van Dionysos en het drinken van wijn was dan ook een sacrament. Wijn kon tevens dienen als vervanging van echt bloed bij het offeren. Boeren in heel Europa besprenkelden voorafgaand aan het zaaien hun akkers met wijn en na de oogst werd de laatste overgebleven garf eveneens met wijn besprenkeld.
Toen het christendom opkwam als nieuwe grote religie, werd ook de religieuze betekenis van wijn overgenomen. Wijn werd nu geacht het surrogaat te zijn van het bloed van Jezus Christus.

### Bewaarmethoden
Amforen waren aardewerken kruiken die gebruikt werden om graan of vloeistoffen in te bewaren. Omdat een amfora te poreus was om wijn in te bewaren, werd de amfora waterdicht gemaakt door hem aan de binnenkant met hars in te smeren. Aangezien hars de houdbaarheid van wijn kennelijk verbeterde, bleven de Griekse wijnbouwers hars aan hun wijnen toevoegen. Retsina was de bekendste Griekse wijn en deze wordt nog altijd gemaakt, met toegevoegde hars. Veel Grieken zijn aan de harssmaak gewend geraakt en willen dat niet missen.

### Wijnstreken vanaf de Oudheid
De meeste wijngebieden in het huidige Frankrijk (de Elzas uitgezonderd) dateren uit de Romeinse tijd. De wijnbouw kende onder de Romeinen een periode van grote bloei. De Romeinen plantten in alle bezette gebieden wijngaarden aan, om hun legers van wijn te voorzien. De Romeinen beschikten niet over hars en ontwikkelden van de Galliërs overgenomen houten tonnen om de wijn te bewaren. Daarmee was de toevoeging van hars overbodig. In de 5e eeuw stortte het Romeinse Rijk ineen en de meeste wijngaarden werden vernietigd door Germanen en Moren. Nadat de wijncultuur aan het begin van de middeleeuwen in verval was geraakt, kwam ze dankzij het christendom weer tot bloei: elk klooster had een eigen wijngaard om miswijn te maken. In de streek van Doornik tot Luik werd in de 10e eeuw wijn gemaakt.
Tot in de 17e eeuw werd hoofdzakelijk jonge wijn gedronken. Door het gebruik van kurk werd het daarna mogelijk wijn langer in flessen te bewaren.
In de periode vanaf 1864 werden duizenden hectaren wijngaarden in Frankrijk vernield door achtereenvolgens meeldauw, de druifluis (Phylloxera vastatrix) en valse meeldauw, alle meegenomen met Amerikaanse druivenstokken. Het onderzoek van Louis Pasteur naar de oorzaken van ziekten van wijn en de methode om wijn te bewaren legde de grondslag voor de oenologie. De Franse wijnbouw werd van de druifluis gered door Europese druivensoorten te enten op Amerikaanse stammen die resistent waren voor de vraatzucht van de druifluis. De Amerikaanse variant bleek namelijk in staat om opnieuw wortelpunten aan te groeien.

## Soorten wijn
Wijn kan zowel naar kleur als naar type worden ingedeeld. Het eindresultaat wordt door de vinificatie bepaald.

### Volgens kleur
- Rode wijn: wordt gemaakt van blauwe druiven. Na kneuzing van de druiven vergist het druivensap samen met de schillen, steeltjes en pitten tot wijn. In de schil zit de natuurlijke rode kleurstof. De intensiteit van de kleur wordt mede bepaald door de tijd waarin de schil in de most aanwezig is.
- Witte wijn: kan zowel van witte als van blauwe druiven worden gemaakt. Alleen het druivensap, waarin geen kleurstoffen zitten, wordt vergist.
- Roséwijn: wordt, net als rode wijn, gemaakt van blauwe druiven, met als verschil dat de schillen na een bepaald aantal uren, meestal binnen 24 uur, van de most worden gescheiden: zo kan de schil maar een beperkte hoeveelheid kleurstof afgeven. In Frankrijk mogen alleen in de champagne bepaalde witte en rode wijnen gemengd worden om een roséwijn te maken.

#### Variaties in kleur
- Grijze wijn (vin gris): vaak gemaakt van rode druiven, met name pinot gris.
- Gele wijn: specifieke wijnen zoals de vin jaune uit de Franse Jura en soortgelijke wijnen uit de Jurançon of Sauternais of uit Georgië.
- Amberkleurige wijn: verschillende Georgische wijnen.
- Taan (goudbruin): als in tawny port. Gemaakt van rode druiven, die langdurig worden gerijpt in houten vaten en door oxidatie verkleuren.

### Volgens type
- Stille wijn: volledig uitgegiste en tot rust gekomen wijn.
- Mousserende of schuimende wijn: dit is wijn waarbij het koolzuur van de tweede gisting in de wijn achterblijft. Het kan ook (goedkope) “stille” wijn zijn waaraan later koolzuur is toegevoegd.
- Versterkte wijn: de gisting van de most is gestopt door toevoeging van wijnalcohol. Bijvoorbeeld: port, sherry, madeira, banyuls.

### Naar gehalte aan restsuiker
De normen voor de aanduidingen kunnen verschillen per land of per wijnstreek. Deze hangen in eerste instantie af van de hoeveelheid restsuikers in de wijn, maar zijn in sommige gevallen mede afhankelijk van het gehalte aan zuren. Vaak is er een onderverdeling als volgt:
- Droge wijn: wijn met een laag gehalte aan restsuikers (of met een relatief hoog gehalte aan zuren).
- Halfdroge wijn: tussenliggende waarden, maar droger dan de volgende categorie.
- Halfzoete wijn: tussenliggende waarden, maar zoeter dan de vorige categorie.
- Zoete wijn: wijn met een hoog gehalte aan restsuikers (en vaak met weinig zuren).

## Wijnbouw en gebruik
Wijnbouw vindt plaats in wijnstreken verspreid over de wereld in gematigde klimaatzones. Gemiddeld tussen de 30e en 50e breedtegraad Noorder- en Zuiderbreedte. Men spreekt vaak van de Oude Wereld (Europa) versus de Nieuwe Wereld (vooral Noord- en Zuid-Amerika, Zuid-Afrika, Australië en Nieuw-Zeeland).
In 2010 besloeg wereldwijd het areaal beplant met druiven voor de wijnproductie zo’n 7,5 miljoen hectare (ha). In 2003 was dit nog 7,85 miljoen ha en het areaal is sindsdien licht gekrompen, met name in Europa. Alle drie grote Europese wijnlanden zagen sinds 2000 het areaal met meer dan 10% dalen. In de Volksrepubliek China verdubbelde het areaal in deze periode naar 570.000 ha en in Nieuw-Zeeland was de stijging zelfs 168%, naar 37.000 ha.
Na een recordproductie in 2004 van 296 miljoen hectoliter schommelde de wijnproductie tussen de 250-280 miljoen hectoliter in de periode 2005-2012. Frankrijk en Italië zijn veruit de grootste wijnproducenten van de wereld en staan op de eerste of tweede plaats, gevolgd door Spanje op een onbedreigde derde plaats en de Verenigde Staten op de vierde plaats met een productie van 20 miljoen hl per jaar.
Steeds meer landen gaan zich met wijnbouw bezighouden of breiden hun wijngaardareaal uit. Zo is het wijnbouwareaal in het Verenigd Koninkrijk van 300 ha in de jaren tachtig van de 20e eeuw gegroeid tot 785 ha in 2008, met een productie van 2,2 miljoen hectoliter wijn per jaar.
Ook in Nederland neemt de wijnbouw toe en de meeste wijngaarden liggen in de provincies Limburg, Zeeland en Gelderland. Er zijn twee stromingen wijnbouwers: zij die Vitis vinifera aanplanten, de Europese druivenrassen, vooral witte, zoals chardonnay, riesling, auxerois, pinot gris en de blauwe pinot noir, en zij die hybriden aanplanten; kruisingen tussen Europese en Amerikaanse druivenrassen, die beter geschikt zijn voor koele en vochtige klimaten. Hybrides zijn vroegrijpend en beter resistent tegen meeldauw. Succesvolle rassen zijn 'Regent', 'Johanniter' en 'Solaris'. In Zweden en Denemarken worden ook al wijngaarden aangelegd. De productie van wijn in Nederland bedroeg in 2020 7500 hectoliter.
De Verenigde Staten zijn in volume de grootste wijnconsument ter wereld. Net als Italië kent Frankrijk sinds het jaar 2000 een dalende wijnconsumptie. In Duitsland ligt de consumptie stabiel op zo’n 20 miljoen hl en staat hiermee op de vierde plaats. De Chinese wijnconsumptie stijgt sterk. Per hoofd van de bevolking is Luxemburg met iets meer dan 50 liter per jaar leidend, gevolgd door Frankrijk (47 liter) en Portugal (42 liter).

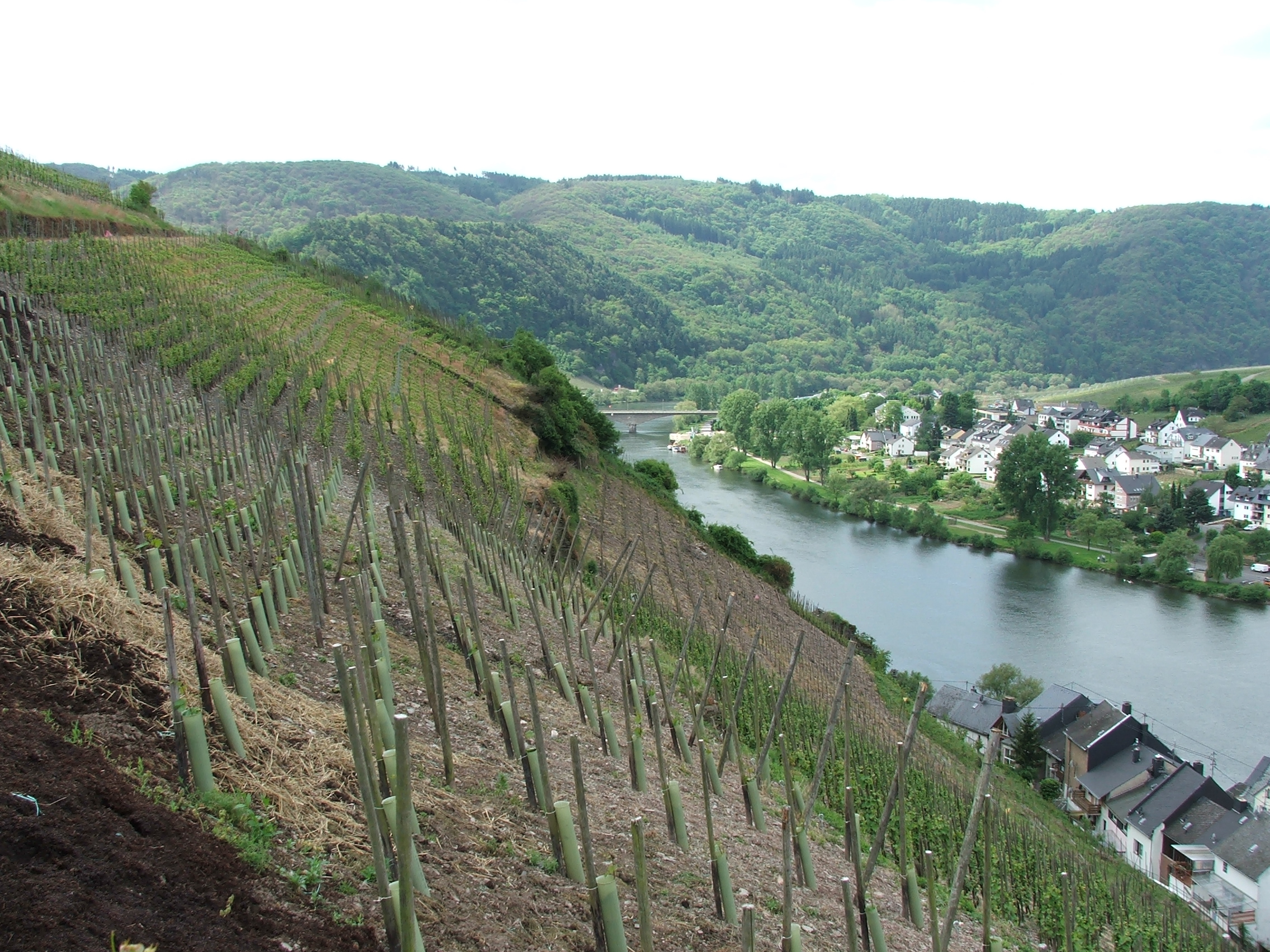
Duitse wijnstokken aan de Moezel

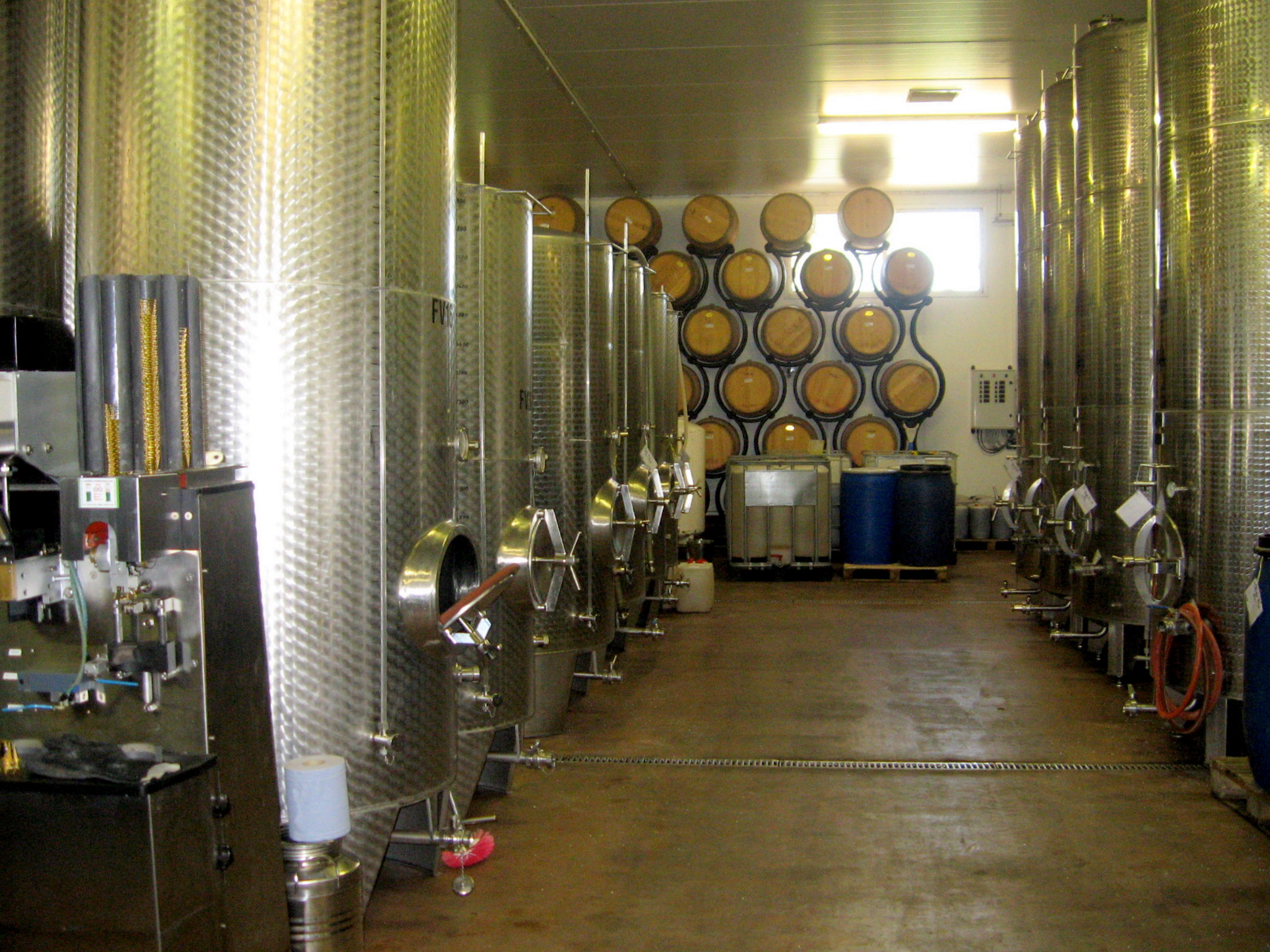
Een modern wijnbedrijf

In onderstaande tabel worden de grootste drieëntwintig wijnproducerende landen weergegeven met hun productie.
| Nr | Land             | Productie (in hectoliters × miljoen) |
| -- | ---------------- | ------------------------------------ |
| 1  | Italië           | 50,9                                 |
| 2  | Frankrijk        | 45,2                                 |
| 3  | Spanje           | 39,7                                 |
| 4  | Verenigde Staten | 23,7                                 |
| 5  | Australië        | 13,1                                 |
| 6  | China            | 11,4                                 |
| 7  | Zuid-Afrika      | 10,5                                 |
| 8  | Chili            | 10,1                                 |
| 9  | Argentinië       | 9,4                                  |
| 10 | Duitsland        | 9,0                                  |
| 11 | Kroatië          | 6,1                                  |
| 12 | Portugal         | 6,0                                  |
| 13 | Rusland          | 5,2                                  |
| 14 | Roemenië         | 3,3                                  |
| 15 | Nieuw-Zeeland    | 3,1                                  |
| 16 | Hongarije        | 2,5                                  |
| 17 | Griekenland      | 2,5                                  |
| 18 | Oostenrijk       | 2,0                                  |
| 19 | Moldavië         | 1,5                                  |
| 20 | Brazilië         | 1,3                                  |
| 21 | Georgië          | 1,2                                  |
| 22 | Bulgarije        | 1,2                                  |
| 23 | Zwitserland      | 1,1                                  |

## Wijndeskundigen

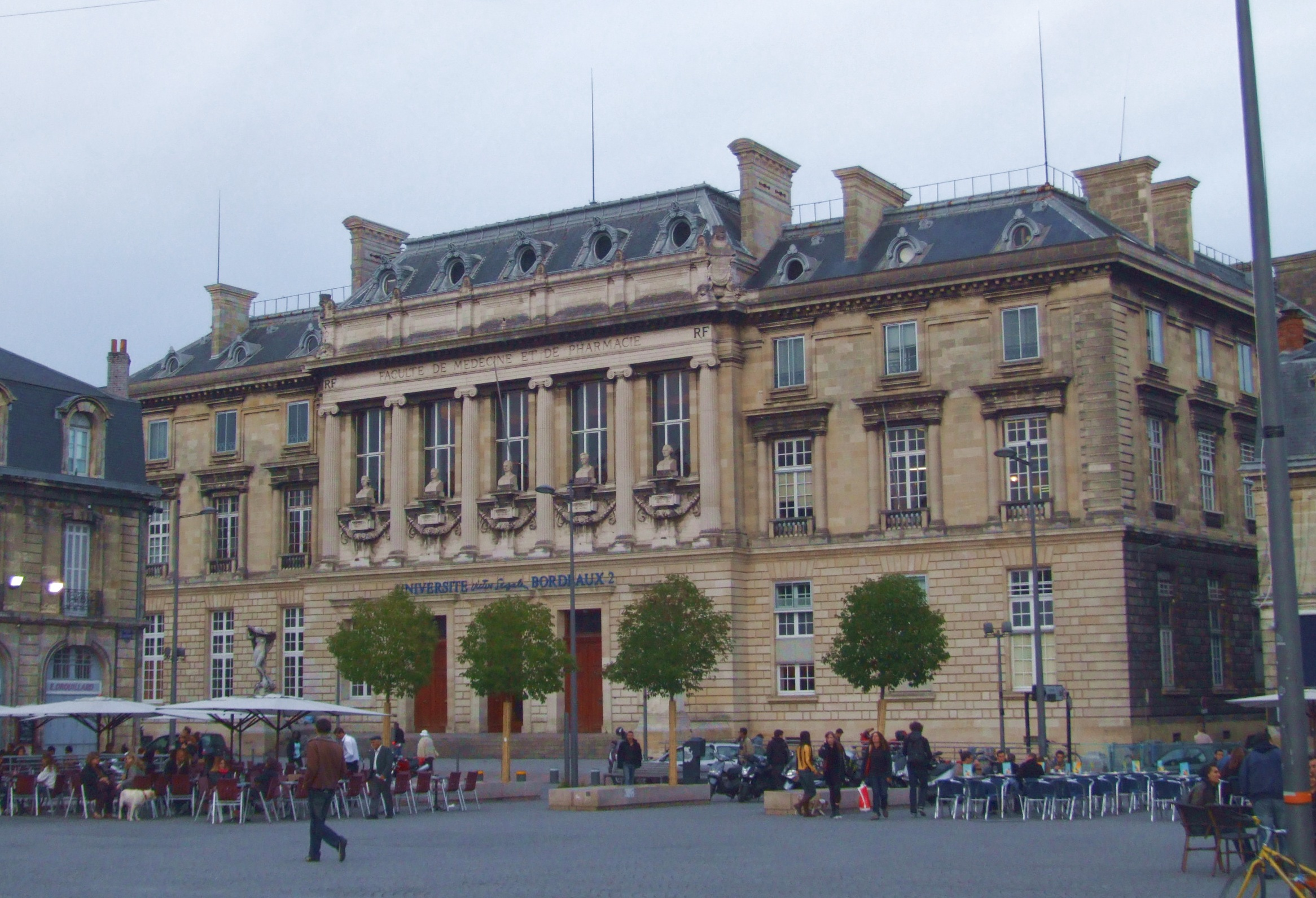
Universiteit van Bordeaux

- Een slijter is een verkoper van onder andere wijn. Basiskennis, opgedaan in bijvoorbeeld een cursus Vakbekwaamheid Slijtersbedrijf, stelt de slijter in staat relevante informatie over wijn aan de consument te geven.
- Een sommelier is een kelner/gastheer die zich bekwaamd heeft in combinaties van wijn en spijzen. In restaurants wordt dit vak uitgeoefend om gasten hierover te kunnen adviseren.
- Een vinoloog is iemand die de opleiding Vinoloog aan de Wijnacademie heeft gevolgd en het examen (op SDEN 4 niveau) met succes heeft gehaald. Het is een typisch Nederlandse opleiding.
- Een Magister Vini is iemand die het examen Magister Vini (op SDEN 5 niveau) succesvol heeft afgerond. Het is een typisch Nederlandse opleiding. Na afronding van het examen levert dit de titel MV op.
- Een oenoloog is een iemand die een universitaire opleiding voor wijnbereiding heeft gevolgd en succesvol afgerond. Anders dan een wijnbouwkundige die de studie heeft gedaan naar het telen en oogsten van druiven.
- De internationale wijnopleidingen van de Wine and Spirit Education Trust (WSET) worden gegeven in meer dan 75 landen, de hoogste graad is Diploma Course. In Oostenrijk kan een WSET Diploma-student nog afstuderen als Weinakademiker.
- Een Master of Wine is iemand die het Master of Wine examen succesvol heeft afgerond alsmede de Code of Conduct van The Institute of Masters of Wine heeft ondertekend. Vervolgens levert dit de internationaal erkende titel MW op.

## Toevoegingen
Aan wijn worden vaak verschillende hulpstoffen toegevoegd om een bepaald effect te bereiken, zodat bijvoorbeeld de kwaliteit over verschillende jaren gelijk blijft. Enkele van de meest gebruikte toevoegingen zijn sulfiet (voor het doden van ongewenste bacteriën en oxidatie te beperken), tannine (om de groei van bacteriën te beperken) en suiker (voor een hoger alcoholpercentage). Daarnaast worden er diverse andere stoffen gebruikt, waaronder:
- voor de zuurgraad: wijnsteenzuur
- klaringsmiddelen: aluminosilicaat, arabische gom, calciumalginaat, caseïne, ei-proteïne, gelatine, ijzersulfaat, isinglass, kaliumalginaat, kaliumcaseïne, melkeiwit, plantaardig eiwit en siliciumdioxide
- ter ontkleuring: actieve koolstof en polyvinylpyrrolidon (PVPP)
- ter ontzuring: calciumcarbonaat, kaliumbicarbonaat, kaliumnatriumtartraat en melkzuurbacteriën
- ontgeuren: kopersulfaat
- voor meer detaillering: houtsnippers, metawijnsteenzuur en water
- verrijking: geconcentreerde druivenmost, sacharose, glucose, tannine en zuurstof
- enzymen: betaglucanase, lysozymen, pectolyase en urease
- voor de fermentatie: ammoniumbisulfiet, ammoniumsulfaat, ammoniumsulfiet, diammoniumfosfaat, droesem, gistcelwanden, gisten en thiamine hydrochloride
- zuurteregelaars: calciumfitaat, citroenzuur en kaliumferrocyanide
- stabilisatoren: calciumtartraat, gistmannoproteinen en kaliumbitartraat
- conserveermiddelen: allylisothiocyanaat, argon, ascorbinezuur, dimethyldicarbonaat, kaliumbisulfiet, kaliummetabisulfiet, kaliumsorbaat, koolstofdioxide, lysozymen, sorbinezuur, stikstof en zwaveldioxide.

## Wijn en gezondheid
Net zoals dat bij andere alcoholische dranken het geval is, heeft het drinken van wijn nadelige gevolgen voor de gezondheid. Daarnaast zijn er aanwijzingen voor nadelige effecten door de hoge gehaltes aan metalen in wijn en door het conserveringsmiddel sulfiet.
Er zijn aanwijzingen dat matig gebruik van rode wijn ook gunstige gezondheidseffecten heeft, maar de wetenschappelijke basis hiervan wordt als te zwak beschouwd voor algemene uitspraken. In 2014 was er veel publiciteit rond de zogenaamde mythe van de rode wijn. Deze mythe ontstond in 1991 toen de vraag werd gesteld waarom veel vet etende Fransen zo weinig hart- en vaatziekten kennen. Het antwoord luidde vrij snel dat dit door de rode wijn moest komen. Volgens de zo ontstane mythe zou één glas rode wijn per dag hartziektes tegengaan, maar overtuigend bewijs was er eigenlijk niet. De onderzoeken naar positieve effecten zijn vaak indirect, vanwege onderzoek naar stoffen die ook in wijn zitten, en laten de negatieve effecten van de alcohol dan buiten beschouwing. De mythe ontstaat dan door media die onvolledig over het onderzoek rapporteren, liefst met schreeuwende koppen, die dan ook veel op social media worden gedeeld. 